# Caloptilia deltosticta
Caloptilia deltosticta là một loài bướm đêm thuộc họ Gracillariidae. Nó được tìm thấy ở Ấn Độ (Jammu và Kashmir) và Pakistan.
Ấu trùng ăn Lonicera quinquelocularis. Chúng ăn lá nơi chúng làm tổ.